# EMD GP7

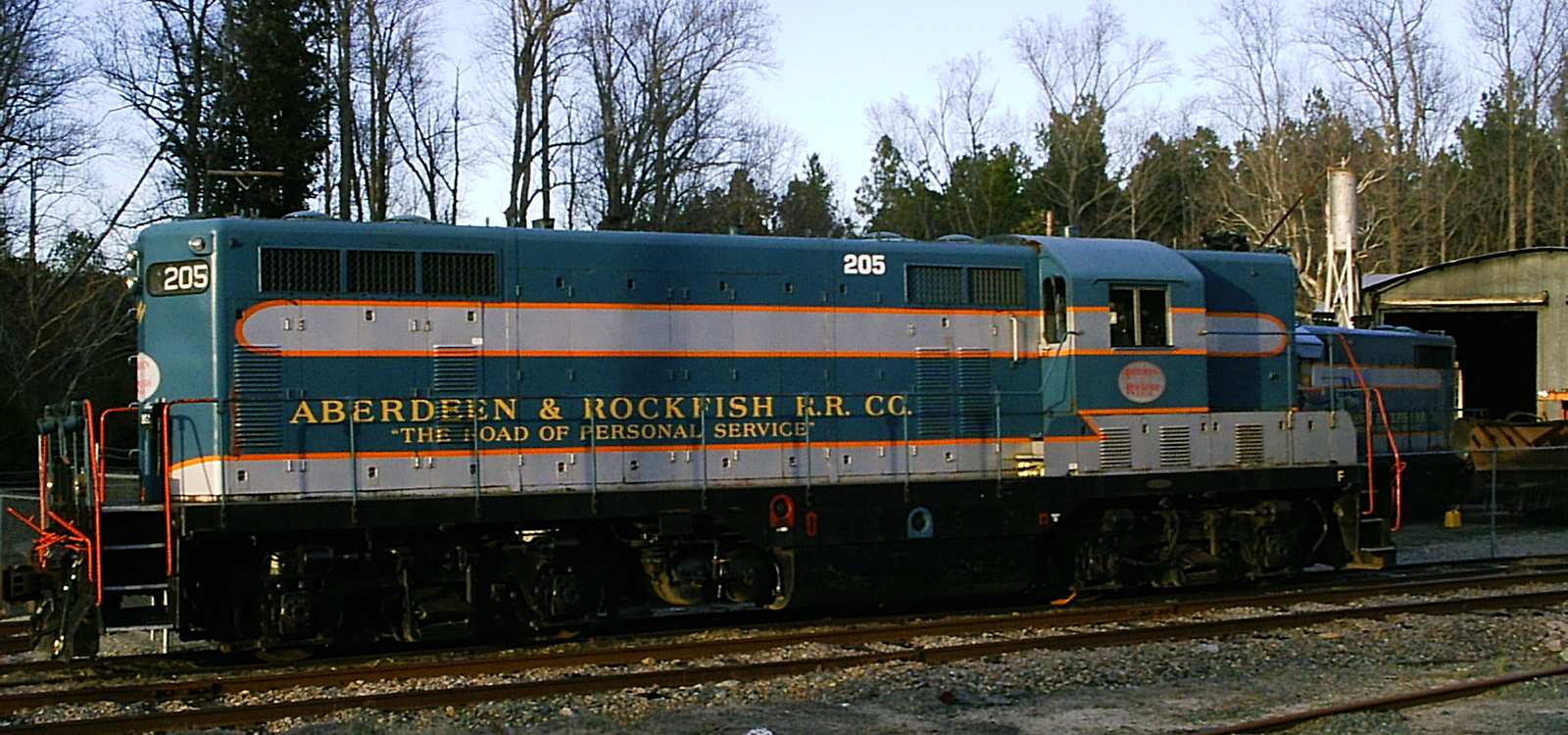
Aberdeen and Rockfish Railroad 205 no pátio da empresa em Aberdeen (Carolina do Norte).

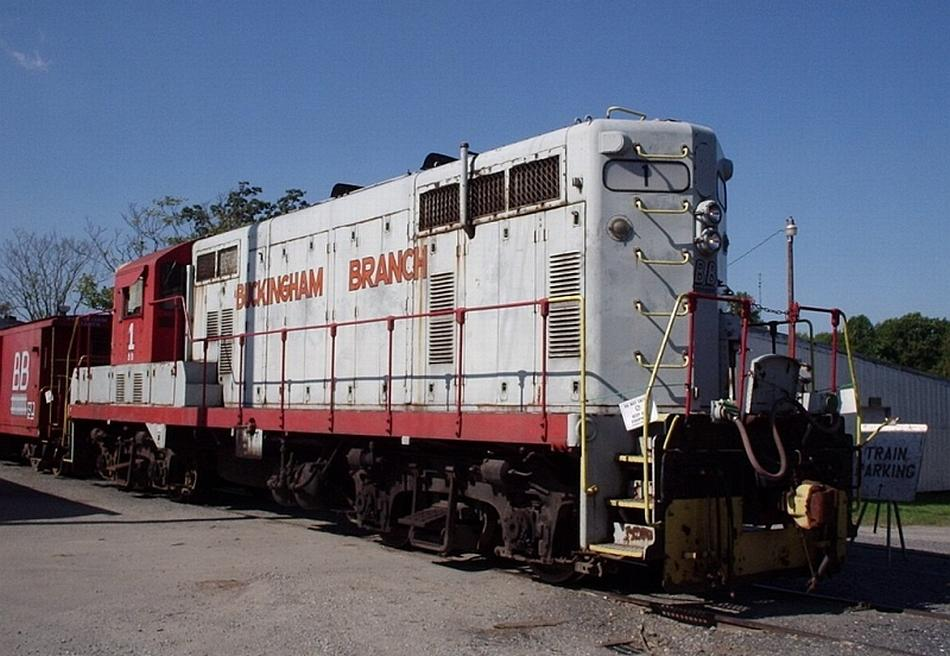
BBRR 1, um GP7, com o ODC special, Dillwyn (Virgínia).

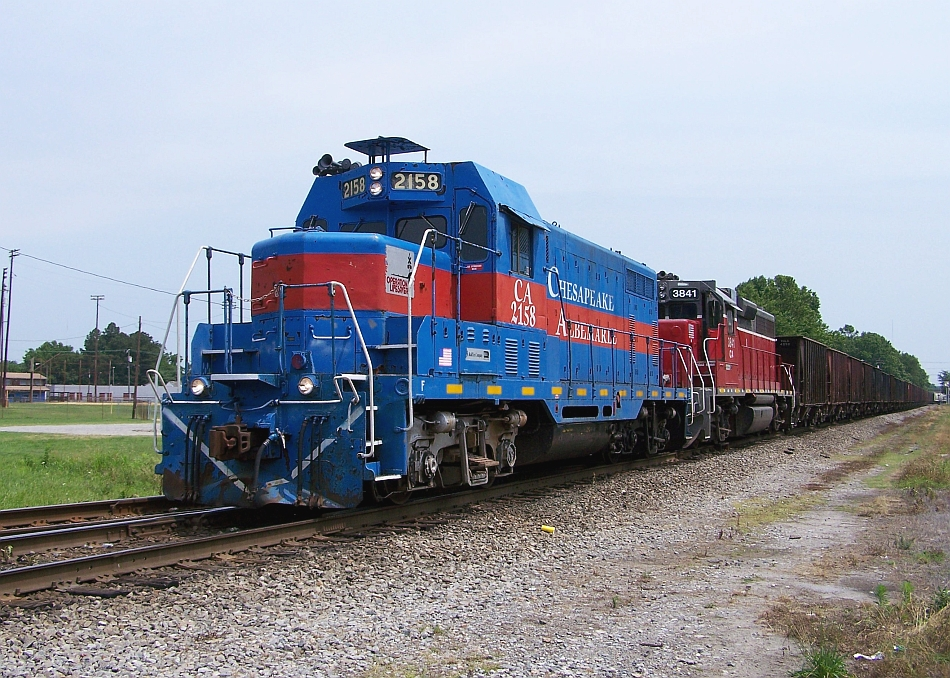
Chesapeake and Albemarle 2158 (um ATSF GP7U) em Chesapeake (Virgínia).

A EMD GP7 é uma locomotiva diesel-elétrica de quatro eixos produzido pela EMD e pela General Motors Diesel entre Outubro de 1949 e Maio 1954. Motorizado com um EMD 567B de 16 cilindros gerando 1.500 hp. O GP7 foi oferecido com ou sem cabine de controle, e estas construídas sem a cabine foram denominados GP7B. As locomotivas GP7B foram construídas entre Março e Abril de 1953. Estas foram as primeiras locomotivas da EMD a usar um design hood unit ao invés de um design cab unit. Isso provou ser mais eficiente que este último design, de forma que a hood unit custa menos, tem manutenção mais fácil e barata e possuía uma visão um pouco melhorada.
De um total de 2.734 GP7 construídos, 2.615 foram para ferrovias americanas, as 5 unidades GP7B foram construídas para a Atchison, Topeka and Santa Fe Railway, 112 foram para ferrovias canadenses e 2 para ferrovias mexicanas. 
Este foi o primeiro modelo de locomotiva da série GP (General Purpose) da EMD, finalizando a série com o GP60.

## História
A ALCO, Fairbanks-Morse, e a Baldwin introduziram locomotivas tipo road switcher antes que a EMD, cuja primeira tentativa de uma locomotiva deste tipo, o BL2 foi mal sucedido no mercado, vendendo apenas 58 unidades nos 14 meses em que esteve em produção. Seu substituto, o GP7, trocou o corpo treliçado por uma estrutura tipo flatcar que os competidores da EMD já utilizavam desde o começo nos projetos deste tipo. Infelizmente, em serviço pesado, a estrutura do GP7 iria curvar e ceder com o tempo. Entretanto, o GP7 provou ser muito popular, e a EMD mal era capaz de atender à demanda, mesmo após abrir uma segunda fábrica em Cleveland (Ohio). Mais tarde, as locomotivas da série GP da EMD foram chamadas de ‘Geeps’. Muitos GP7 podem ainda ser encontrado em serviço, apesar de que a grande maioria de Companhias Ferroviárias tenham parado de utilizá-los no começo dos anos 80.

## Design
As locomotivas GP7, GP9 e GP18 compartilham um corpo similar que evoluiu com o passar do tempo. A maior parte dos GP7 possuíam três sets de grelhas de ventilação sob a cabine (enquanto o GP9 tinha apenas um), e dois pares de grelhas na parte traseira (onde apenas o par mais perto do fim foi mantido no GP9). Entretanto, alguns GP7 mais novos foram construídos com corpos idênticos aos GP9. Early GP7s had a solid skirt above the fuel tank, while late GP7s and early GP9s had access holes in the skirt (see photo of Illinois Terminal 1605, top left).